# Stutterer (filme)
Stutterer é um filme de drama britânico de 2015 dirigido e escrito por Benjamin Cleary, que conta a história de um homem jovem o qual sofre com distúrbio da fala e precisa reverter essa situação. Ele ganhou um Oscar de melhor curta-metragem em 2016.